# Ischnotarsia sericea
Ischnotarsia sericea är en skalbaggsart som beskrevs av Hippolyte Louis Gory och Achille Rémy Percheron 1835. Ischnotarsia sericea ingår i släktet Ischnotarsia och familjen Cetoniidae. Inga underarter finns listade i Catalogue of Life.